# Colberga
Colberga (em polonês/polaco: Kołobrzeg) é um município da Polônia, na voivodia da Pomerânia Ocidental e no condado de Kołobrzeg. Estende-se por uma área de 25,67 km², com 46 568 habitantes, segundo os censos de 2017, com uma densidade de 1814,1 hab/km². Um dos resorts poloneses mais importantes. A cidade tem um porto do mar e possui uma conexão ferroviária direta com as principais cidades polacas: Estetino, Gdynia, Gdansk, Varsóvia, Posnânia, Catovícia e Cracóvia.